# Тацинець Федір Іванович

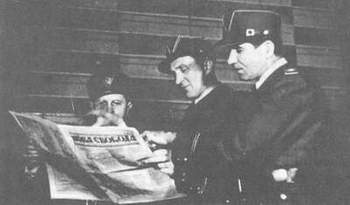
Старши́на Карпатської Січі читає тижневик «Нова Свобода». Зліва направо: Іван Рогач, Іван Роман і Федір Тацинець.

Федір Іванович Тацинець (в деяких документах — також Татинець; псевдо:«Крот»; 1 січня 1912, с. Келечин, жупа Мармарош, Угорське королівство — 20 березня 1939, с. Сойми, Карпатська Україна) — член ОУН та «Пласту» на Закарпатті, поручик Карпатської Січі, член генерального військового штабу ОНОКС, Хустський окружний комендант, організатор партизанського руху опору проти угорської окупації на території Волівського округу.

## Життєпис
Федір Тацинець народився 1 січня 1912 в селі Келечин (тепер Міжгірський район Закарпатської області). Осиротів у віці 8 років.
1927 г. старший брат віддав його навчатися в Ужгородську учительську семінарію.
1930 р. познайомився у скаутському таборі з викладачкою Стефанією Новаківською, з якою потім часто спілкувався в Ужгороді, та під її впливом приєднався до ОУН.
1 червня 1930 року в Ужгороді, за завданням ОУН здійснив замах на одного із лідерів москвофільства в краю о. Євменія Сабова, коли москвофіли відбували свій «День русской культуры», який повинен був задемонструвати «русскість» Карпатської України. Замах був невдалий — виконавця одразу схопила поліція. Всю провину за організацію замаху взяла на себе Стефанія Новаківська.
Засуджений чехословацьким судом до одного року ув'язнення, яке згодом було замінено на три роки. Після виходу на волю працював учителем.
У 1938–1939 рр. поручник Карпатської Січі, член генерального військового штабу ОНОКС, Хустський окружний комендант. У березні 1939 року організатор партизанського руху опору проти угорської окупації на території Волівського округу.
Після поразки Карпатської Січі, повіривши в амністію, повернувся до рідного села, де був заарештований. Розстріляний мадярами 20 березня 1939 року в селі Сойми.

## Вшанування пам'яті
17 березня 2013 року у його рідному селі Келечині встановлено меморіальну дошку.